# Серир

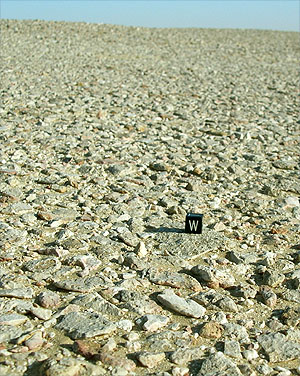
Пустеля Руб-ель-Халі, масштабний кубик має ребро 1 см

Серир (рос. серир, англ. serir, нім. Serir m) — великі кам'янисті щебеневі плоскі рівнинні пустелі, зокрема в Лівії. Результат розвіювання палеогенових алювіально-дельтових глин, пісків та галечників.

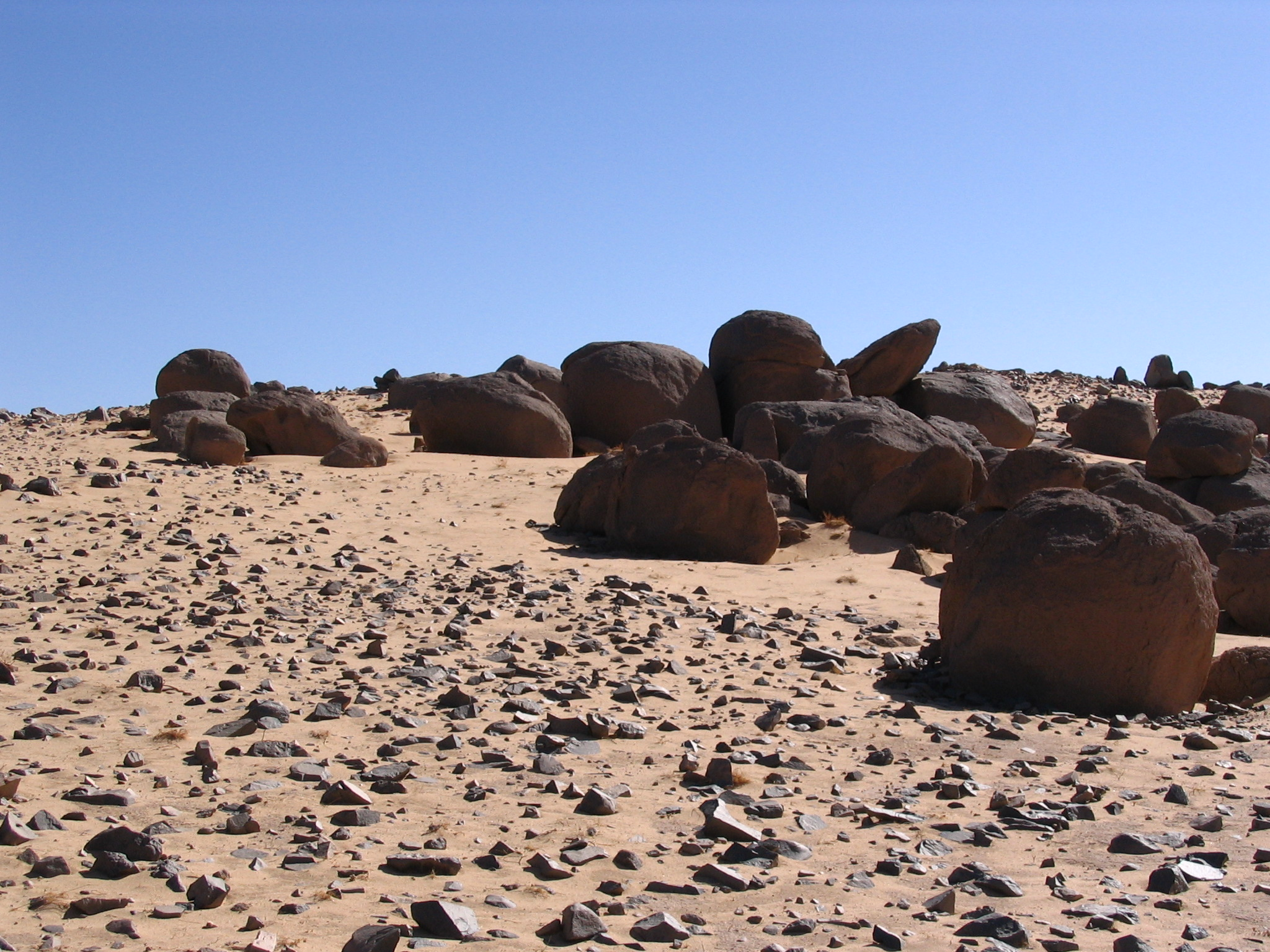
Пустеля Сахара
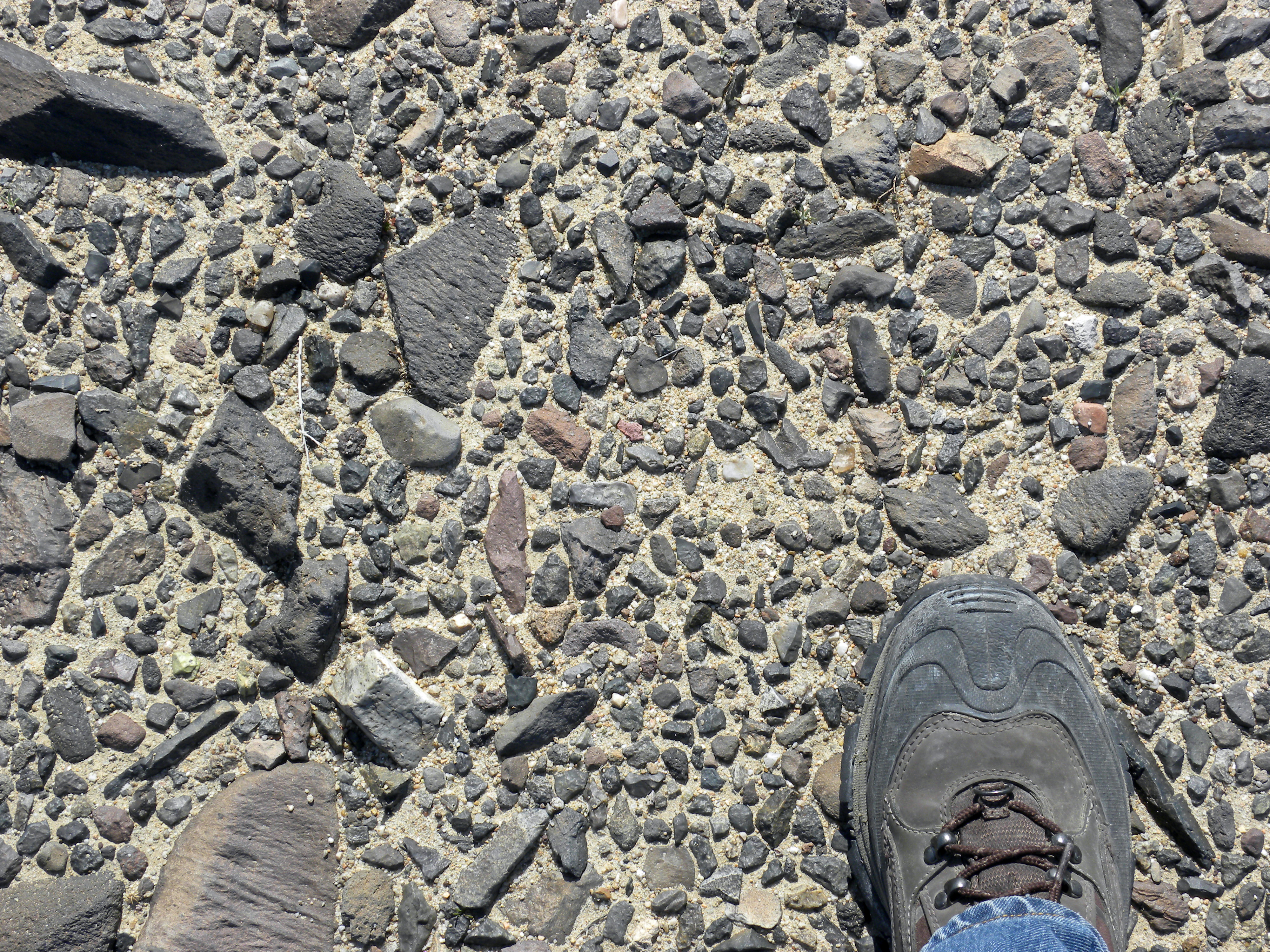
Пустеля Мохаве, США
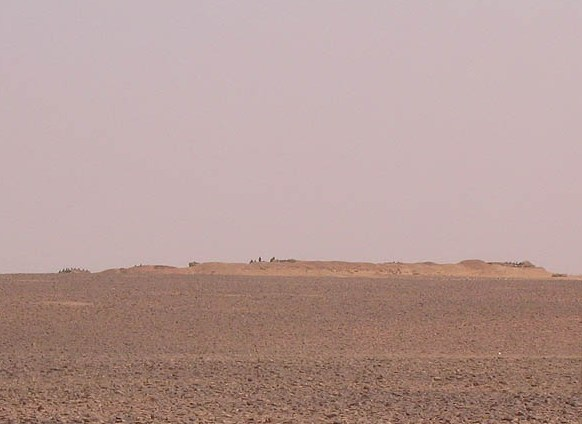
Серир Західна Сахара